# Josaphat Jackson Bududu
Josaphat Jackson Bududu (* 6. März 1977 in Kaliua, Region Tabora) ist ein tansanischer römisch-katholischer Geistlicher und Weihbischof in Tabora.

## Leben
Josaphat Jackson Bududu studierte Philosophie am Priesterseminar in Kibosho und Katholische Theologie am Priesterseminar in Kipalapala. Der Erzbischof von Tabora, Paul Ruzoka, weihte ihn am 25. Januar 2009 in der Kathedrale St. Therese of the Child Jesus in Tabora zum Diakon und spendete ihm am 9. Juli desselben Jahres in der Pfarrkirche St. Anthony of Padua in Kaliua das Sakrament der Priesterweihe für das Erzbistum Tabora.
Nach der Priesterweihe war Bududu zunächst als Pfarrvikar der Pfarrei St. Therese in Tabora tätig. 2011 wurde er nach Indien entsandt, wo er 2015 nach weiterführenden Studien am Tamil Nadu Institute of Spirituality und am St. Peter’s Pontifical Institute in Bengaluru zum Doktor der Theologie im Fach Spiritualität promoviert wurde. Nach der Rückkehr in seine Heimat wirkte Bududu von 2015 bis 2018 als Pfarrer der Pfarrei St. Therese in Tabora. Ab 2019 war er als Ausbilder am Archbishop Mario Mgulunde Propaedeutic Seminary in Kipalapala tätig und lehrte am Priesterseminar St. Paul in Kipalapala. Zudem war er Pfarrer der dortigen Pfarrei St. Joseph und Spiritual der Religious Congregation of the Daughters of Mary Sisters in Tabora. Darüber hinaus fungierte er als Bischofsvikar für das geweihte Leben im Erzbistum Tabora.
Am 26. Februar 2025 ernannte ihn Papst Franziskus zum Titularbischof von Vegesela in Numidia und zum Weihbischof in Tabora. Der Erzbischof von Tabora, Protase Kardinal Rugambwa, spendete ihm am 25. Mai desselben Jahres vor der Kathedrale St. Therese of the Child Jesus in Tabora die Bischofsweihe; Mitkonsekratoren waren der emeritierte Erzbischof von Tabora, Paul Ruzoka, und der Bischof von Mpanda, Eusebius Alfred Nzigilwa.